# Henrietta Mária pfalzi hercegnő
Henrietta Mária pfalzi hercegnő (Hága, Hollandia, 1626. július 17. – Sárospatak, 1651. szeptember 18.), a Wittelsbach-ház Pfalz-Simmern ágából származó német hercegnő, V. Frigyes pfalzi választófejedelem, 1619–20 között rövid ideig I. Frigyes néven cseh király (az ún. „téli király”) és Stuart Erzsébet skót és angol királyi hercegnő leánya, I. Jakab angol király unokája.

## Házassága
Sárospatakon 1651. június 26-án az ugyancsak református vallású Rákóczi Zsigmond felesége lett, de a fiatalasszony a házasságkötés után néhány hónappal, 1651. szeptember 18-án lázas betegségben (valószínűleg himlőben) váratlanul meghalt. Házassága gyermektelen maradt. Férje csupán néhány hónappal élte őt túl, 1652. február 4-én Fogarason hunyt el. Henrietta Máriát férjével együtt Gyulafehérvárott, a Szent Mihály-templomban helyezték örök nyugalomra.